# 1790년 귀화법
1790년 귀화법(Naturalization Act of 1790, 1 Stat. 103)은 1790년 3월 26일 미국 최초의 귀화법으로 시민권을 허용하는 데 있어 미국 정부가 따른 최초의 규칙을 제시했다. 이 법은 좋은 평판을 가진 자유인, 백인 이민자들로 귀화를 제한했다. 그리하여 미국 인디언, 계약제 하인, 노예, 자유 흑인, 아시아인을 배제시켰다. 또한 해외에서 태어난 미국 시민의 아이들에게 시민권을 부여하였지만, 미국내에서 거주하는 적이 있는 부모에게만 시민권을 특정한 것이었다. 이 법에서  아이들은 ‘자연 태생의 시민으로 간주될 것’이라고 한정하였고, ‘자연 출생 시민’(natural born citizens)이라는 용어를 사용한 유일한 미국의 법령으로, 미국 시민으로서의 권리를 규정하였다.

## 조항
좋은 평판을 언급하기 위해, 그 법은 미국에서 2년의 거주와 시민권을 신청하기 전 1년의 거주 상태를 유지하고 있어야 할 것을 요구했다. 이러한 요구사항이 충족되었을 때, 이민자들은 그들이 거주하는 관할 보통 법원의 기록으로 귀화를 청원할 수 있었다. 일단 신청자의 좋은 도덕적 성품이 확신되면, 법원은 미국 헌법을 뒷받침하기 위한 충성맹세를 집행한다. 법원 서기는 이러한 과정의 기록을 남기고, 그러한 바탕 위에 그런 사람들은 미국의 시민으로 간주될 수 있다.
이 법은 또한 해외 출생 시민의 자녀는 귀화할 필요가 없이 해외에서 출생한 시민의 자녀 또는 미국의 제한에서 벗어난 아이들은 자연 출생의 시민으로 간주된다는 미국 시민권을 확립했다. 미국에 있었던 적이 없는 부모를 가진 사람에게 시민권이 내림되지 않는다는 것이었다.

## 이후
1790년 법은 이후 1795년으로 대체되었다. 이 법은 거주 요건을 5년으로 확대했으며, 1798년 귀화법은 이것을 다시 14년으로 늘렸다. 1798년 법은 다시 1802년 귀화법으로 폐지되었다.